# Breuillet (Essonne)
Breuillet è un comune francese di 8 407 abitanti situato nel dipartimento dell'Essonne nella regione dell'Île-de-France.

## Società

### Evoluzione demografica
Abitanti censiti